# Lago di Place-Moulin
Il lago di Place-Moulin (pron. fr. AFI: [plas mulɛ̃]) si trova nel comune di Bionaz, in Valpelline, una valle laterale della Valle d'Aosta, ad una altezza di 1968 m s.l.m.

## Caratteristiche

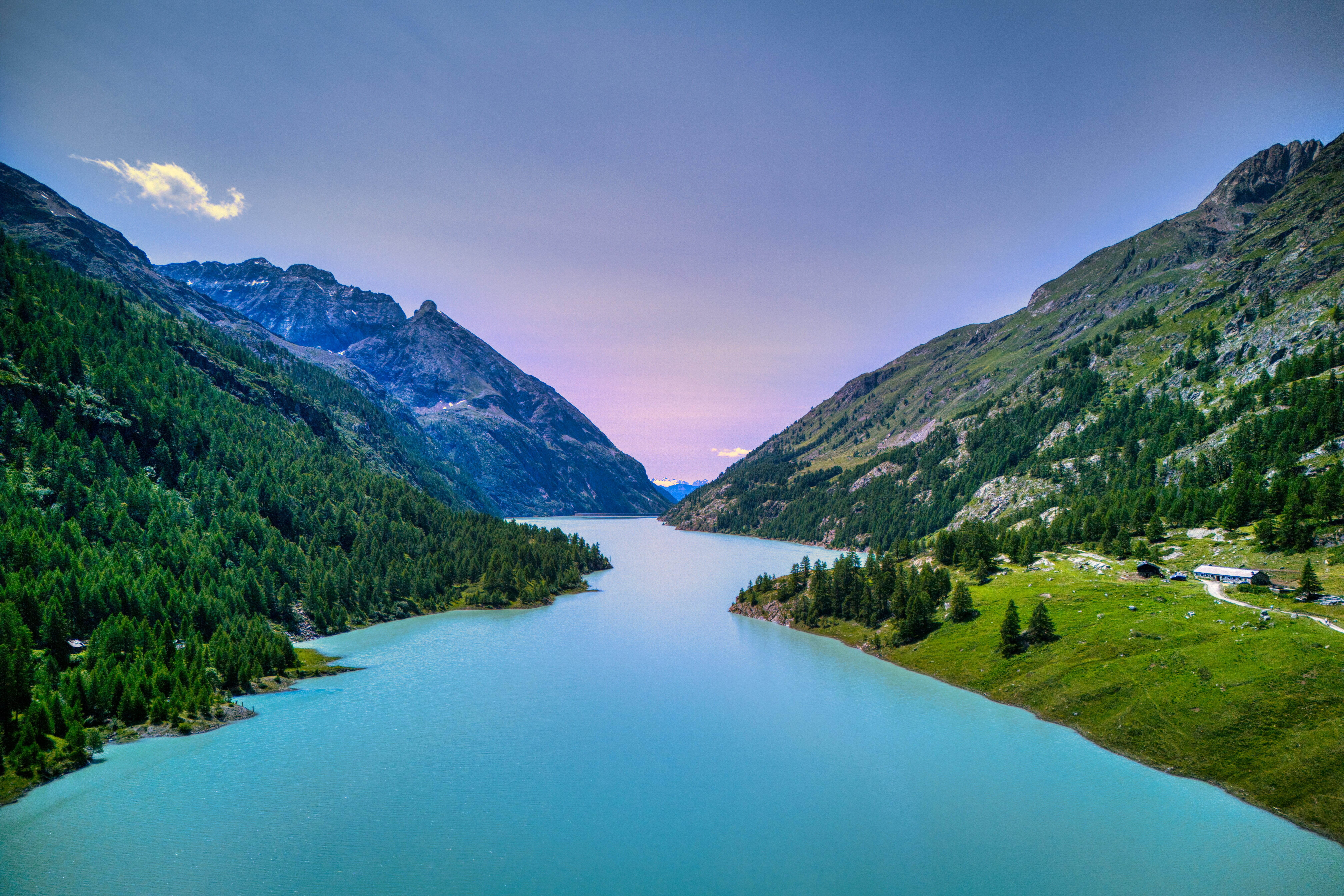
Il lago di Place-Moulin.

È un lago artificiale formato dalle acque del torrente Buthier, torrente che solca nella sua lunghezza tutta la Valpelline. Si tratta di uno dei più grandi laghi della Valle d'Aosta, insieme al lago di Beauregard in Valgrisenche, e misura circa 4 km di lunghezza.
Quella che è la diga ad arco più alta d'Europa fu costruita tra il 1961 ed il 1965; lo sbarramento raggiunge l'altezza di 155 m ed è largo 678 m.
Appena a monte del lago si trova il rifugio Prarayer.

## Caratteristiche dello sbarramento

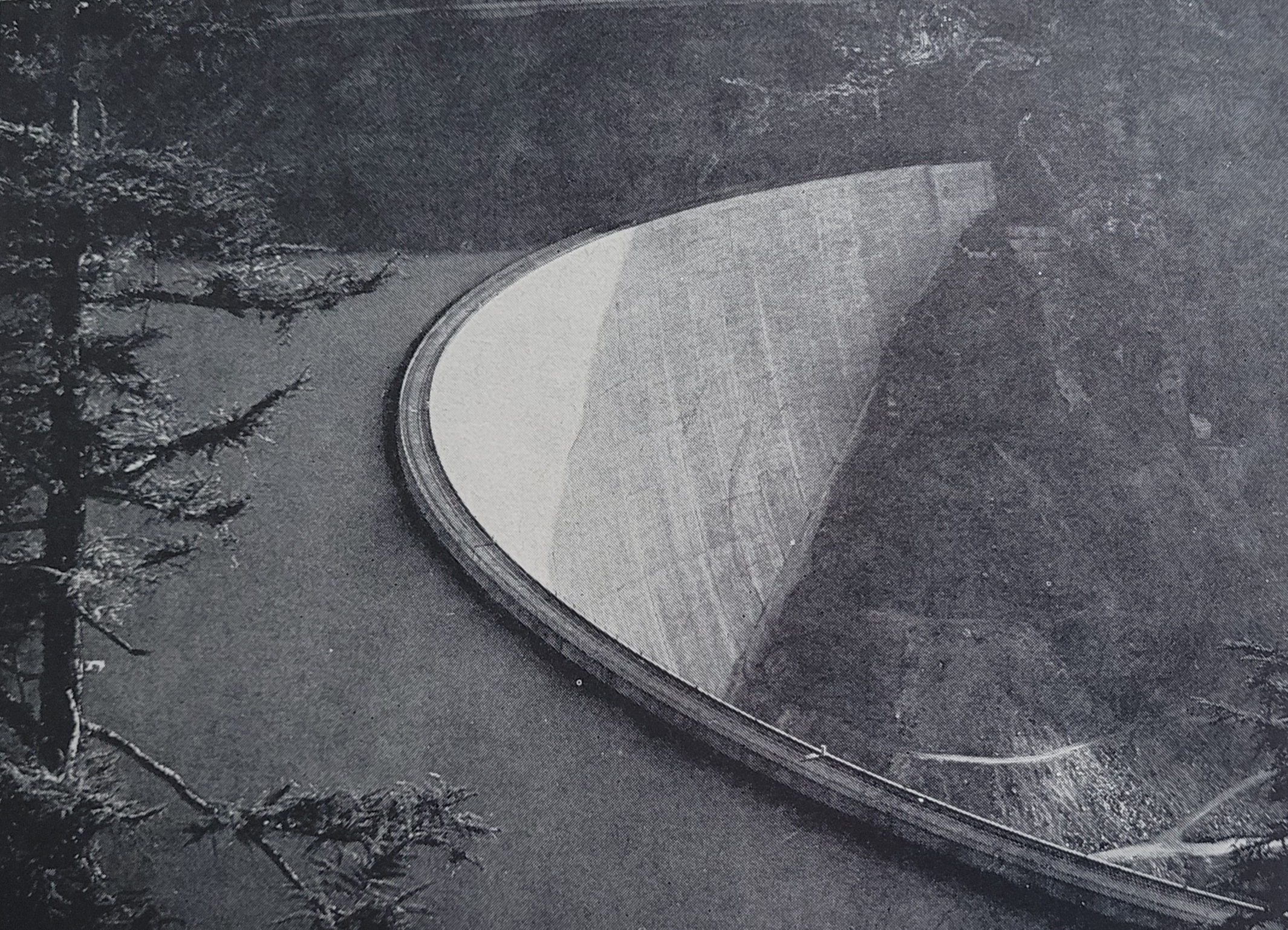
1966. Diga al massimo invaso

- Tipologia: diga ad arco-gravità in calcestruzzo
- Inizio lavori: 1961
- Fine lavori: 1965
- Volume di calcestruzzo utilizzato: 1 510 000 m³
- Altezza complessiva sul punto più depresso della fondazione: 155 m
- Altezza sul punto di appoggio su pulvino: 136 m
- Spessore alla base: 41,94 m
- Spessore al coronamento: 6,44 m
- Sviluppo del coronamento: 678 m
- Livello di massimo invaso: 1968 m s.l.m.
- Capacità di invaso complessiva:  105.000.000 m³